# 糖蜜撻

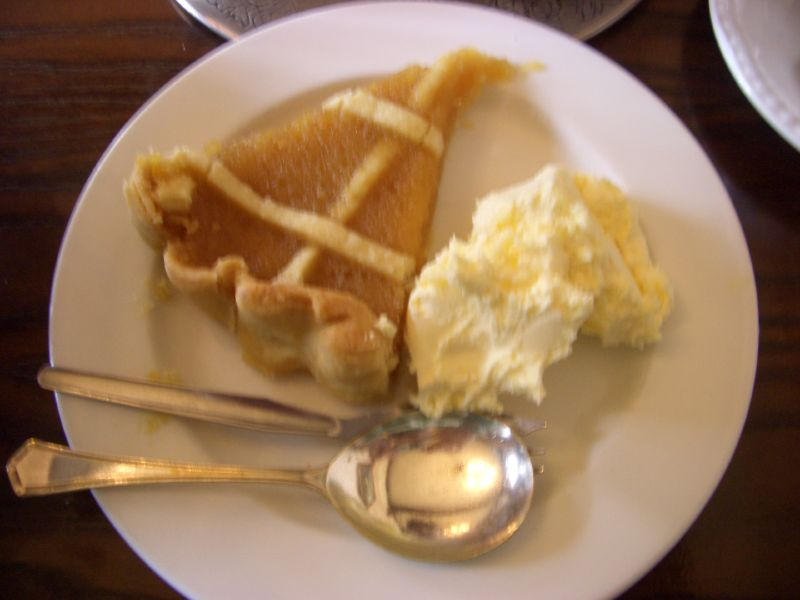
糖蜜撻

糖蜜撻（Treacle tart），是一種用糖蜜製成的撻，源自英國。已知糖蜜撻的歷史可以追溯至自19世纪后期英国作家Mary Jewry的食谱中。糖蜜撻這一食物曾出現在唐顿庄园的第3季第1集中。